# Ramón de Foces
Ramón de Foces fue un caballero legendario aragonés que según la Crónica de San Juan de la Peña murió decapitado en el hecho de la Campana de Huesca.

## Leyenda de Huesca
Se nombra este caballero entre los que mandó decapitar en Huesca el monarca aragonés Ramiro II el Monje y que en el año 1136, cuando sucedió la leyenda de la Campana de Huesca, era uno de los principales ricos-hombres de Aragón. 
Su cadáver fue sepultado sin cabeza en un sepulcro de piedra en la capital del templo de los caballeros de San Juan de Jerusalén de Huesca, que estaba contigua al Palacio Real de Huesca.
Gregorio García Ciprés lo menciona como un personaje histórico, tomándolo de Francisco de Aínsa, aunque actualmente se le considera como un personaje legendario debido a que no aparece mencionado en ninguno de los documentos de Ramiro II publicados por Antonio Ubieto.